# Joop Oosterveld
Joop Oosterveld (* 21. November 1985) ist ein niederländischer Fußballtrainer. Zuletzt stand er bis Ende 2024 beim Göteborger Klub BK Häcken an der Seitenlinie.

## Sportlicher Werdegang
Oosterveld begann seine Trainerkarriere in der Jugend von HBV Beers und anschließend JVC Cuijk, wo er 2009 zum Leiter der Nachwuchsabteilung aufstieg. Parallel war er beim KNVB als Auswahltrainer im Mädchenfußballbereich tätig. 2010 erhielt er die UEFA-A-Lizenz. 2015 wechselte er als Jugendtrainer zum VVV-Venlo, wo er bis zum Sommer 2018 tätig war. Anfang 2019 schloss Oosterveld sich PSV Eindhoven an, wo er zunächst kurzzeitig Jugendtrainer war und anschließend die Professionalisierung der Jugendarbeit mit der Etablierung und Anwendung eines übergreifenden Spielsystems für die PSV-Jugendmannschaften sowie der vereinsinternen Trainerweiterentwicklung vorantrieb. Im Sommer 2023 stieg er offiziell zum technischer Koordinator mit Zuständigkeit für die Jugendmannschaften zwischen der U11- und U18-Altersklasse auf.
Im Frühjahr 2024 löste Oosterveld seinen ursprünglich noch bis Sommer 2025 laufenden Vertrag bei PSV Eindhoven auf, um als Trainer der U-19-Mannschaft des schwedischen Klubs BK Häcken ins Ausland zu gehen. Als der ambitionierte schwedische Erstligist im Laufe der Spielzeit 2024 im Kampf um die Europapokalplätze abrutschte, trennte sich der Verein auf dem neunten Tabellenplatz liegend am 23. September des Jahres vom bisherigen Cheftrainer Pål Arne Johansen und ernannte Oosterveld – mit Unterstützung von Rasmus Lindgren und Jesper Ljung als Assistenten – zum Interimstrainer bis zum Saisonende. Letztlich belegte er mit der Mannschaft am Saisonende den achten Tabellenrang und kurz nach Weihnachten stellte der Klub mit Jens Gustafsson einen neuen Cheftrainer vor.